# Sydney Sports Ground
El Sydney Sports Ground fue un estadio multiusos ubicado en la ciudad de Sydney en Nueva Gales del Sur.

## Historia
Fue inaugurado en 1911 con capacidad para 35000 espectadores e incluía un segundo estadio más pequeño, además de una pista de carreras. Fue sede de los equipos de la New South Wales Rugby League Eastern Suburbs Roosters, equipo que jugó en ese estadio 500 partidos oficiales hasta 1986, y el South Sydney Rabbitohs en tres periodos de 1911 a 1947.

## Eventos
Fue utilizado para los Juegos de la Mancomunidad de 1938 cuando eran conocidos como los Juegos del Imperio Británico, y fue utilizado en seis partidos de la Copa Mundial de Fútbol Juvenil de 1981, incluyendo uno en la ronda de cuartos de final, además de eventos de boxeo.
También fue sede de los eventos de automovilismo Australian Solo Championship, Australian Sidecar Championship, Australian Speedcar Championship, NSW Solo Championship, NSW Sidecar Championship y NSW Speedcar Championship hasta 1955.

### Partidos del Mundial Juvenil
| Australia 1981, fase de grupos; 3-10-1981 13:00 | Inglaterra             | 2–0     | Camerún | Sports Ground, Sydney                                      |                                                            |
|                                                 | Finnigan 57' · Dey 78' | Reporte |         | Asistencia: 15 814 espectadores Árbitro(s): Toshikazu Sano | Asistencia: 15 814 espectadores Árbitro(s): Toshikazu Sano |

| Australia 1981, fase de grupos; 3-10-1981 15:00 | Australia                | 2–1     | Argentina   | Sports Ground, Sydney                                     |                                                           |
|                                                 | Koussas 79' · Hunter 89' | Reporte | Morresi 66' | Asistencia: 15 814 espectadores Árbitro(s): Alojzy Jarguz | Asistencia: 15 814 espectadores Árbitro(s): Alojzy Jarguz |

| Australia 1981, fase de grupos; 5-10-1981 15:00 | Inglaterra | 1–1     | Argentina  | Sports Ground, Sydney                                           |                                                                 |
|                                                 | Small 79'  | Reporte | Urruti 57' | Asistencia: 16 674 espectadores Árbitro(s): Gianfranco Menegali | Asistencia: 16 674 espectadores Árbitro(s): Gianfranco Menegali |

| Australia 1981, fase de grupos; 8-10-1981 19:00 | Camerún | 0–1     | Argentina | Sports Ground, Sydney                                            |                                                                  |
|                                                 |         | Reporte | Cecchi 6' | Asistencia: 28 932 espectadores Árbitro(s): Mubarak Waleed Saeed | Asistencia: 28 932 espectadores Árbitro(s): Mubarak Waleed Saeed |

| Australia 1981, fase de grupos; 8-10-1981 21:00 | Inglaterra | 1–1     | Australia  | Sports Ground, Sydney                                 |                                                       |
|                                                 | Small 82'  | Reporte | Koussas 7' | Asistencia: 28 932 espectadores Árbitro(s): Ioan Igna | Asistencia: 28 932 espectadores Árbitro(s): Ioan Igna |

| Australia 1981, cuartos de final; 11-10-1981 15:00 | Inglaterra                   | 4–2     | Egipto                          | Sports Ground, Sydney                                         |                                                               |
|                                                    | Webb 41' 64' 82' · Cooke 60' | Reporte | Abouzaid 28' (pen.) · Helmi 40' | Asistencia: 8293 espectadores Árbitro(s): José Martínez Bazán | Asistencia: 8293 espectadores Árbitro(s): José Martínez Bazán |

## Fatalidades
Dentro de los eventos de automovilismo realizados en el estadio fallecieron 12 competidores:
- Les Dillon - Speedcar (22 de mayo de 1938)
- Claude Miller - Speedcar (25 de abril de 1939)
- Len Behrmann - Solo (1945)
- Jack Daly - Speedcar (5 de enero de 1946)
- Bob Hibbert - Solo (10 de mayo de 1946)
- Norm Gillespie - Solo (2 de abril de 1948)
- Jack Sharpe (John Sharpe Gibson) - Solo (22 de octubre de 1948)
- Norm Clay - Solo (21 de enero de 1950)
- Ray Duggan - Solo (21 de enero de 1950)
- Ken Le Breton - Solo (5 de enero de 1951)
- Bill Annabel - Speedcar (23 de octubre de 1953)
- Noel Watson - Solo (6 de noviembre de 1953)

## Cierre y demolición
El estadio fue cerrado en 1986 y demolido un año después, y en el terreno actualmente está ubicado en estacionamiento del Sydney Football Stadium, el cual fue construido en 1988.